# Glossotrophia montana
Glossotrophia montana är en fjärilsart som beskrevs av Edward P. Wiltshire 1980. Glossotrophia montana ingår i släktet Glossotrophia och familjen mätare. Inga underarter finns listade i Catalogue of Life.